# Scorpaena plumieri
Scorpaena plumieri behoort tot het geslacht Scorpaena van de familie van schorpioenvissen. Deze soort komt voor in het Atlantische Oceaan van Bermuda, Massachusetts, het noorden van de Golf van Mexico tot het zuiden Brazilië en ook rondom Sint Helena. De soort leeft op diepten tot 1-60 meter diep meestal 5 tot 55m. Zijn lengte bedraagt een 45 cm en zijn gewicht kan gaan tot 1550 g. De vis is giftig.